# 薩赫尼夫卡 (切爾尼希夫區)
51°39′26″N 31°44′11″E / 51.65722°N 31.73639°E
薩赫尼夫卡（烏克蘭語：Сахнівка），是烏克蘭北部切爾尼希夫州切爾尼希夫區贝雷兹纳市镇的村庄。始建於1500年，面積3.16平方公里，海拔高度118米，2001年人口836，人口密度每平方公里264.6人。